# Eau De Vie
Eau De Vie is een livealbum van de Nederlandse band Scram C Baby. Het album verscheen in februari 2008.

## Voortraject
Omdat de optredens met de nieuwe live bezetting succesvol waren en de sound heel anders was dan de sound van de cd The Thing That Wears My Ring, besloten het label en de band om een live cd op te nemen. In de aanloop hiervan schreef Menno Pot in de Volkskrant na een optreden in de Utrechtse Ekko dat hij de meest explosieve rockband sinds jaren had gezien: "een ware lawine aan ultrakorte, maar o zo melodieuze en onstuimige popliedjes, gezongen door een zanger die álles geeft wat hij in zich heeft en uitgevoerd door een hartstochtelijke, geoliede rockband".

## Paradiso
In een uitverkochte bovenzaal in Paradiso in Amsterdam werden op donderdagavond 11 oktober 2007 de live opnamen gemaakt. In de periode daarna werd er in Studio Sound Enterprise met vaste producer Frans Hagenaars gewerkt aan het uitmixen van de opnamen. In februari 2008 kwam de live cd uit, getiteld Eau De Vie.

## Presentatie
In een uitverkocht Bitterzoet werd het feestje van de presentatie gevierd: "Amsterdamse bandscene op kraamvisite bij Scram C Baby", aldus 3voor12. Scram C Baby had voor deze avond allerlei bevriende bands gevraagd om korte optredens te geven met twee eigen nummers en één cover van een SCB nummer. Onder andere Bettie Serveert, Hospital Bombers, Hallo Venray, The Moi Non Plus, The Ik Jan Cremers en Sonja van Hamel gaven acte de présence.

## Ontvangst
De cd kreeg vooral positieve kritieken. De Nieuwe Revu gaf vier sterren: "12 en een half jaar rammelrock ... Dit is de ware Best of". Erwin Zijleman schreef in Velvet Music: "Eau De Vie laat prachtig horen dat Scram C Baby niet alleen behoort tot de beste rockbands die Nederland rijk is, maar ook tot de beste live-bands". John Denekamp in OOR (muziektijdschrift) was iets zuiniger: "Toch klinkt Eau De Vie over het geheel wat vlak en doet de plaat niet helemaal eer aan een Scram C Baby-optreden waar je bij bent".

## Muzikanten
- John Cees Smit - zang
- Frank van Praag - gitaar, zang
- Geert de Groot - basgitaar, zang
- Henk Jonkers - drums
- Leon Caren - gitaar, zang

Gastmuzikant
- Marit de Loos - drums

## Nummers
1. Exolation
2. Gonzalez
3. I'm In Your Band
4. Where Were You When The Lights Went Out
5. The Thing That Wears My Ring
6. Kill The Lesbian Underground
7. Blood On The Rocks
8. Around
9. Trainer / Container
10. First Donkey
11. Charlie Time
12. Anymore
13. Near Hangs As Far As Anger Has Fans
14. Never Gonna Stop
15. Player

Alle nummers zijn geschreven door Scram C Baby, de teksten zijn geschreven door John Cees Smit.

Productie door Frans Hagenaars

Mix door Frans Hagenaars & Scram C Baby